# Hochelaga-Maisonneuve (circonscription provinciale)
Pour les articles homonymes, voir Hochelaga-Maisonneuve (homonymie), Hochelaga et Maisonneuve.
Circonscription électorale provinciale du Canada
Hochelaga-Maisonneuve est une circonscription électorale provinciale du Québec. Elle est située dans l'arrondissement Mercier–Hochelaga-Maisonneuve de la ville de Montréal. 

## Historique
La circonscription de Hochelaga-Maisonneuve est créée lors de la réforme de la carte électorale de 1988. Elle émane de l'abolition des circonscriptions de Maisonneuve et de Sainte-Marie. La majeure partie du territoire de Hochelaga-Maisonneuve provenait de la précédente circonscription de Maisonneuve (27 858 électeurs en 1988 contre 9 591 pour celle de Sainte-Marie). Lors de la réforme de 2001, la circonscription récupère une portion de territoire de celle de Sainte-Marie—Saint-Jacques. Ses limites sont inchangées lors des refontes de la carte électorale de 2011 et de 2017.

## Territoire et limites
Le territoire de la circonscription d'Hochelaga-Maisonneuve se trouve en grande partie dans l'arrondissement de Mercier–Hochelaga-Maisonneuve. Toutefois, la portion nord-est de la circonscription empiète sur l'arrondissement Rosemont–La Petite-Patrie. L'étendue totale de la circonscription est de 9,9 km2 et sa population, en 2016, était de 58 295 personnes.

## Liste des députés
| Législature                                                    | Années       | Député         | Député          | Parti            |
| -------------------------------------------------------------- | ------------ | -------------- | --------------- | ---------------- |
| Hochelaga-Maisonneuve Créée depuis Maisonneuve et Sainte-Marie |              |                |                 |                  |
| 34e                                                            | 1989–1994    |                | Louise Harel    | Parti québécois  |
| 35e                                                            | 1994–1998    |                | Louise Harel    | Parti québécois  |
| 36e                                                            | 1998–2003    |                | Louise Harel    | Parti québécois  |
| 37e                                                            | 2003–2007    |                | Louise Harel    | Parti québécois  |
| 38e                                                            | 2007–2008    |                | Louise Harel    | Parti québécois  |
| 39e                                                            | 2008–2012    | Carole Poirier |                 | Parti québécois  |
| 40e                                                            | 2012–2014    | Carole Poirier |                 | Parti québécois  |
| 41e                                                            | 2014–2018    | Carole Poirier |                 | Parti québécois  |
| 42e                                                            | 2018–2022    |                | Alexandre Leduc | Québec solidaire |
| 43e                                                            | 2022–présent |                | Alexandre Leduc | Québec solidaire |

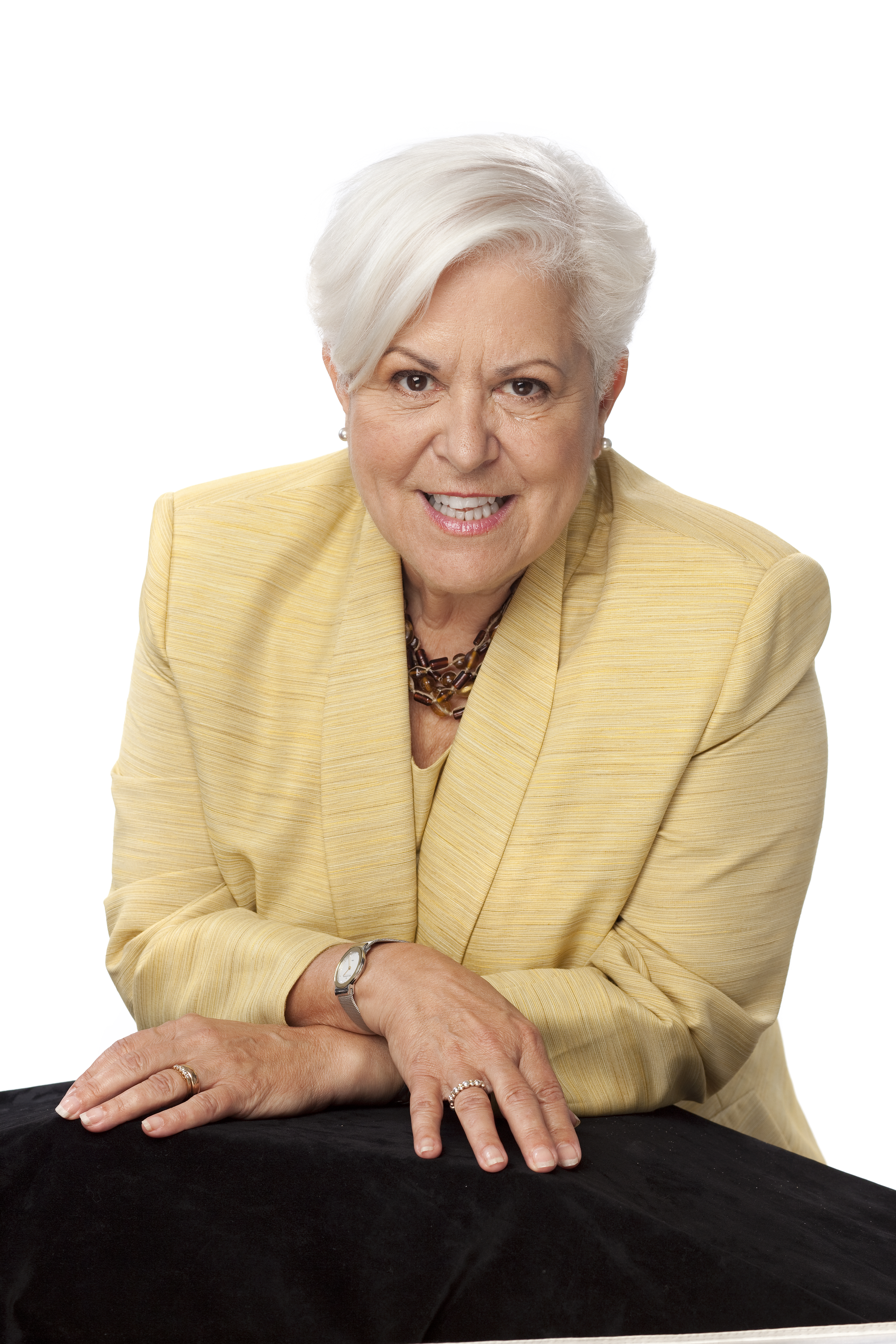
Louise Harel est député d'Hochelaga-Maisonneuve de 1989 à 2008 pour le Parti québécois.
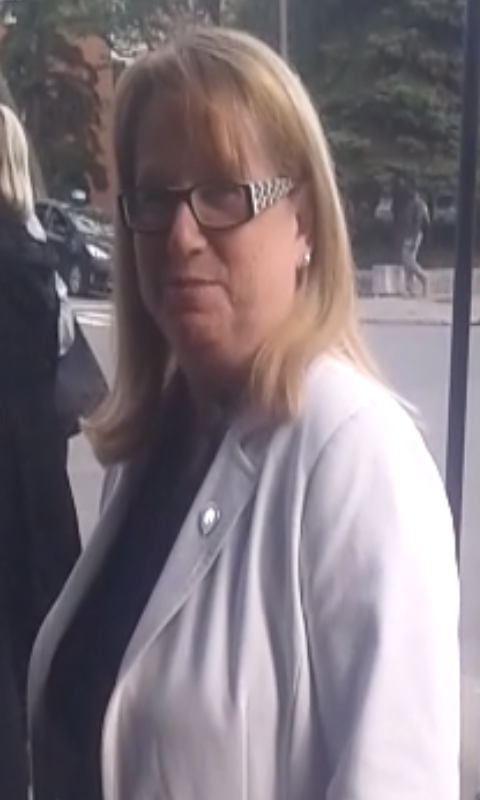
Carole Poirier est député d'Hochelaga-Maisonneuve de 2008 à 2018 pour le Parti québécois.
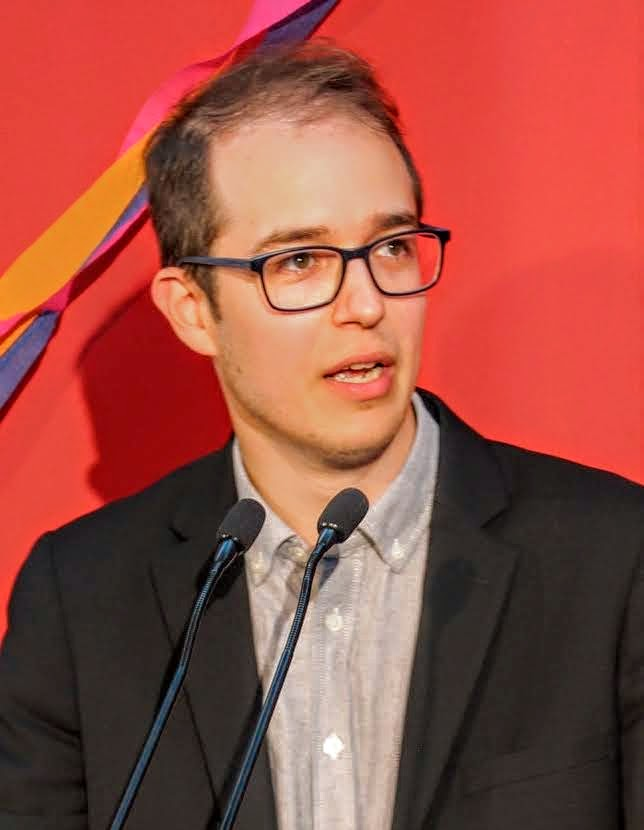
Alexandre Leduc est député d'Hochelaga-Maisonneuve depuis 2018 pour Québec solidaire.

## Résultats électoraux
À l'exception de l'élection générale de 2014, le Parti québécois est facilement élu dans la circonscription. Le Parti québécois a maintenu une avance moyenne de plus de 6 000 voix sur son plus proche rival. L'avance s'est toutefois réduite lors de l'élection de 2014 où Québec solidaire est arrivé en deuxième place avec à peine plus de 1 000 voix sur la candidate péquiste.
| |
| - Parti québécois - Parti libéral - Action démocratique (ancien) - Québec solidaire - Coalition avenir - Parti conservateur |

## Référendums
|  | Référendum                     | % du OUI | % du NON | Taux de participation |
|  | Accord de Charlottetown (1992) | 28,90 %  | 71,10 %  | 77,12 %               |
|  | Référendum de 1995             | 65,49 %  | 34,51 %  | 90,79 %               |